# Tipula (Lunatipula) saylori
Tipula (Lunatipula) saylori is een tweevleugelige uit de familie langpootmuggen (Tipulidae). De soort komt voor in het Nearctisch en Neotropisch gebied.